# Remington Model 870
Remington Model 870 là loại súng shotgun nạp đạn kiểu bơm được sản xuất bởi công ty Remington Arms, LLC. Nó được công chúng sử dụng rộng rãi cho các hoạt động như thể thao, bắn súng, săn bắn, tự vệ và được sử dụng bởi các cơ quan thực thi pháp luật và các tổ chức quân sự trên toàn thế giới

## Phát triển
Remington 870 là phiên bản thứ tư của dòng shotgun Remington. John Pedersen đã thiết kế mẫu Remington Model 10 (sau này cải tiến thành Remington Model 29). Sau đó John Browning thiết kế mẫu Remington Model 17 (rồi Ithaca cải tiến thành Ithaca Model 37). Tuy nhiên, Remington 37 gặp khó khăn trong việc xuất khẩu vì cái bóng quá lớn của Winchester Model 12. Nhận thấy điều này, Remington Arms đã giải quyết vấn đề bằng cách cho tung ra một khẩu shotgun hiện đại, gọn nhẹ, chắc chắn, có độ tin cậy cao và tương đối rẻ - Remington Model 870.
Danh thu của M870 khá ổn định. Họ đã sản xuất 2 triệu khẩu trong năm 1973 (gấp 10 lần khẩu shotgun Model 31 mà nó thay thế). Đến năm 1983, M870 đã giữ kỷ lục khẩu shotgun bán chạy nhất trong lịch sử với 3 triệu khẩu được bán đi. Năm 1996, con số tiếp tục tăng lên đến 7 triệu với phiên bản "Express", được coi như sự thừa kế ít tốn kém hơn so với dòng Winmaster. Vào ngày 13/4/2009, đã có 10 triệu khẩu Remington Model 870 được sản xuất.